# Samorząd lokalny (Izrael)
Samorząd lokalny w Izraelu (hebr. מועצה מקומית, Moetza Mekomit) jest instancją lokalnej władzy samorządowej, która odpowiada za administrację nad miejscowością zbliżoną wielkością do miasta, ale bez niezbędnej liczby mieszkańców i innych wymogów by uzyskać prawa miejskie.
Ministerstwo Spraw Wewnętrznych podejmuje decyzję czy dana osada lub zespół osiedli może utworzyć miasto lub samorząd lokalny. Minister zawsze zwraca uwagę na opinię mieszkańców danej okolicy oraz na uwagi samorządu danego regionu.